# 貴乃花部屋

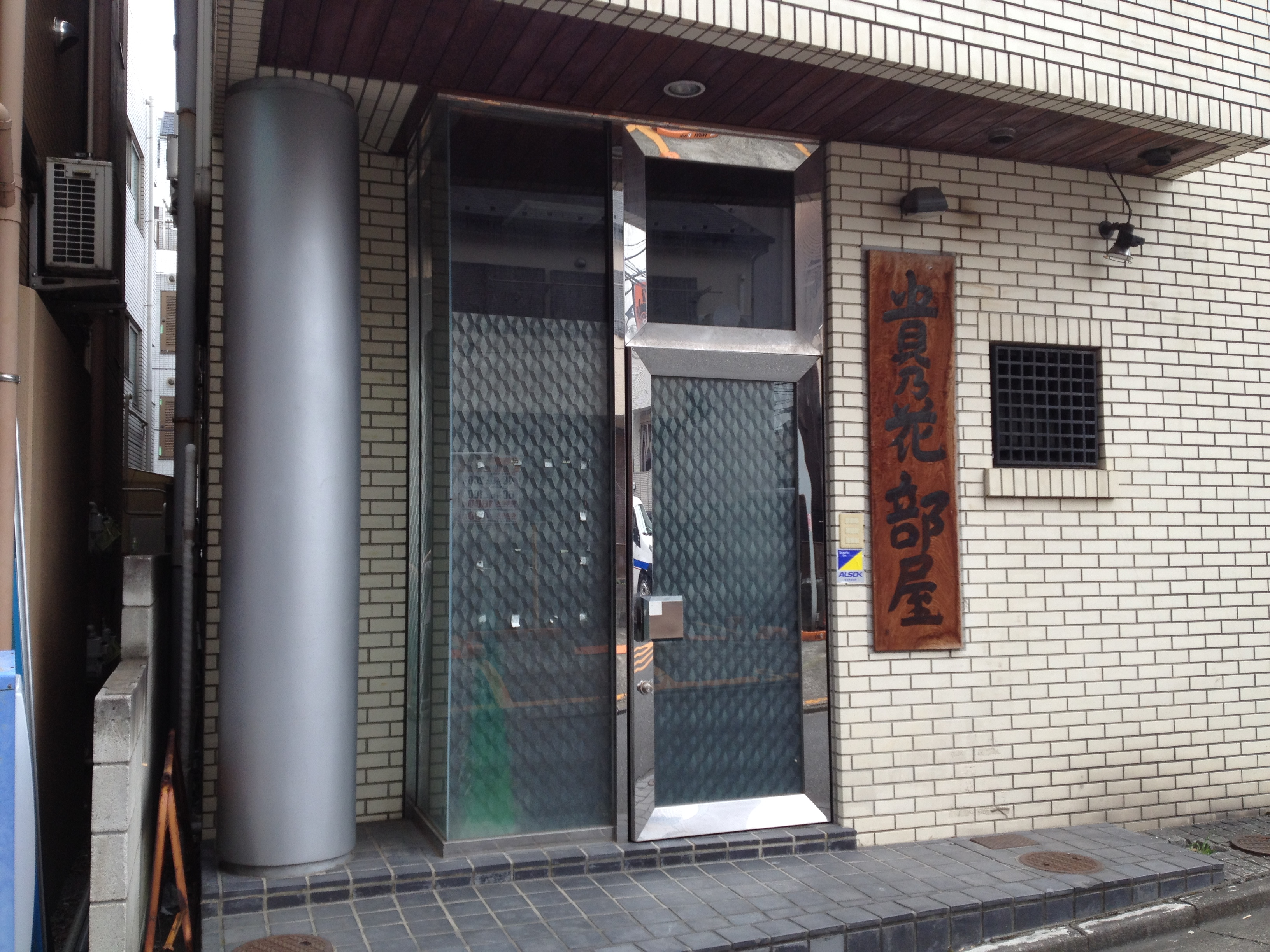
位於東京都中野區時的貴乃花部屋

貴乃花部屋（貴乃花部屋（たかのはなべや））是已經關閉的、日本相撲協會所屬的相撲部屋。
其前身為二子山部屋 （初代若乃花時期）、藤島部屋（初代貴乃花時期）。

## 二子山部屋時期

### 第10代二子山（初代若乃花）時期

#### 歷史沿革
被稱為土俵之鬼、花籠部屋（二所之關一門）所屬的橫綱若乃花幹士 (初代)於1962年9月2日退休時繼承年寄・名跡二子山，並隨後帶著八個內弟子（包括後來的小結二子岳武等人）獨立為分家，在花籠部屋附近的杉並區3丁目（現在的成田東3丁目）開設二子山部屋。
因為已經與師傅花籠親方討論好要帶走哪些弟子，所以在即將獨立之際，二子山哭著向自願要跟著離開的數個弟子們說：「我是不會帶上像你們這樣弱小的傢伙的，我會自己去發掘年輕人、親自培養他們。」並果斷的拋下他們後獨立出去。像二子山部屋從花籠部屋分家時如此和平的情況十分少見 。
二子山部屋的相撲指導非常的嚴厲，在親方還年輕的時候，甚至會在訓練時穿上腰帶（まわし）親自進到土俵內教學，以致於其他部屋的關取們來到二子山部屋訓練時，僅僅到第二天就幾乎沒人繼續來了，訓練的嚴格程度可見一斑。
第10代二子山總共培養出了19個關取，其中有11個三役以上的力士，包含親弟弟大關・初代貴乃花 （後來的藤島→二子山親方）、第56代橫綱，2代若乃花 （後來的間垣親方）、第59代橫綱，隆之里（後来的鳴戶親方），大關若嶋津（後來的松根→ 二所之關親方 ）等人。他以二所之關一門的領導人、以及日本相撲協會第6代理事長的身分 ，為相撲界帶來許多貢獻。 
同在阿佐谷地區的花籠部屋、二子山部屋、放駒部屋，因為在全盛時期出了非常多有名的力士，所以被稱為阿佐谷勢力，甚至以“東之兩國，西之阿佐谷”來形容兩地為當時大相撲的發展據點。在某一段時間，二子山部屋與本家・花籠部屋一起被稱作花籠一門  ，而即使到了近代，兩部屋也被稱為是二所之關一門的阿佐谷系。
在1993年1月場所後、即將退休之際，二子山親方與弟弟初代貴乃花（藤島親方）交換年寄名跡，並於同年三月交還名跡、從相撲協會退休。

#### 師傅
- 10代：二子山勝治（ふたごやま かつじ、第45代横綱・初代若乃花、青森）*日本相撲協會第6代理事長

#### 力士
横綱
- 若乃花幹士 (二代)（第56代，青森）10代二子山弟子
- 隆之里俊英 （第59代，青森）10代二子山弟子

大關
- 貴乃花利彰（青森）10代二子山弟子
- 若嶋津六夫（鹿兒島）10代二子山弟子

關脇
- 太壽山忠明 （新瀉）10代二子山弟子
- 若翔洋俊一（東京）10代・11代二子山弟子

小結
- 二子岳武 （青森）10代二子山弟子 *移籍自花籠部屋
- 若獅子茂憲（青森）10代二子山弟子
- 隆三杉太一（神奈川）10代・11代二子山弟子
- 三杉里公似 （滋賀）10代・11代二子山弟子
- 浪乃花教天 （青森）10代・11代二子山弟子

前頭
- 飛驒乃花成榮 （前1・岐阜）10代二子山弟子
- 豐之海真二（前1，福岡）10代・11代二子山弟子 *藤島部屋獨立時一同出走
- 大旺吉伸（前・富山4）10代二子山弟子
- 魁罡功 （二子龍功）（前5・青森）10代二子山弟子 *移籍自花籠部屋
- 大觥吉男（前8・青森）10代二子山弟子

十兩
- 修羅王政勝（十4・東京）10代二子山弟子
- 北之花吉保（十4・青森）10代二子山弟子
- 若雙龍秀造（十8・秋田）10代二子山弟子
- 貴乃山英二（十11・北海道）10代二子山弟子

### 第11代二子山（初代貴乃花）時期

#### 歷史沿革
第10代二子山的弟弟，日本體育史上人氣極高、有相撲王子（角界のプリンス）之稱的原大關・貴乃花，在1981年1月場所後退役時，繼承年寄・藤島（第12代藤島），並成為二子山部屋的下寄親方。
1982年2月，他帶著豐之海在內的數名內弟子，從二子山部屋獨立出來，在在中野區本町3丁目（中野新橋）建立了藤島部屋。
在藤島部屋時代，第12代藤島培育出了兒子若花田（若乃花）、貴花田（貴乃花）兄弟，以及貴乃浪、安芸乃島、貴鬥力等關取力士。
1993年3月，第12代藤島的哥哥第10代二子山即將退休，因此兩人在1993年2月1日交換名跡、藤島繼承為第11代二子山，同時藤島部屋關閉，所屬的38位力士移籍至二子山部屋。在合併後，部屋仍使用原來藤島部屋的建築物，因此實際上是當時二子山部屋的在籍者們全體搬遷至藤島部屋，但部屋名改稱為二子山部屋的一次反向合併 。
屬於二所之關一門的第11代二子山也曾擔任日本大相撲協會的理事。
2004年2月1日，部屋交由一代年寄・貴乃花（第65代橫綱，2代貴乃花、第11代二子山的兒子）繼承。從那之後，部屋改名為貴乃花部屋 ，直到2018年10月為止。

#### 師傅
- 第11代：二子山滿（ふたごやま みつる、大關・貴乃花、青森）

#### 力士
*統計時間從藤島部屋時期到2003年1月為止
横綱
- 貴乃花光司（65代・東京）11代二子山弟子 *藤島部屋時期入門
- 若乃花勝 （ 花田虎上 ）（66代・東京）11代二子山弟子 *藤島部屋時期入門

大關
- 貴乃浪貞博（青森）11代二子山・貴乃花弟子 *藤島部屋時期入門

關脇
- 若翔洋俊一（東京）10代・11代二子山弟子
- 安藝乃島勝巳（廣島）11代二子山弟子 *藤島部屋時期入門
- 貴鬥力忠茂（兵庫）11代二子山弟子 *藤島部屋時期入門

小结
- 隆三杉太一（神奈川）10代・11代二子山弟子
- 三杉里公似 （滋賀）10代・11代二子山弟子
- 浪乃花教天 （青森）10代・11代二子山弟子

前頭
- 豐之海真二（前1，福岡）10代・11代二子山弟子 *藤島部屋獨立時一同出走

十兩
- 五劍山博之（十6・香川）11代二子山・貴乃花弟子 *藤島部屋時期入門

## 貴乃花部屋時期

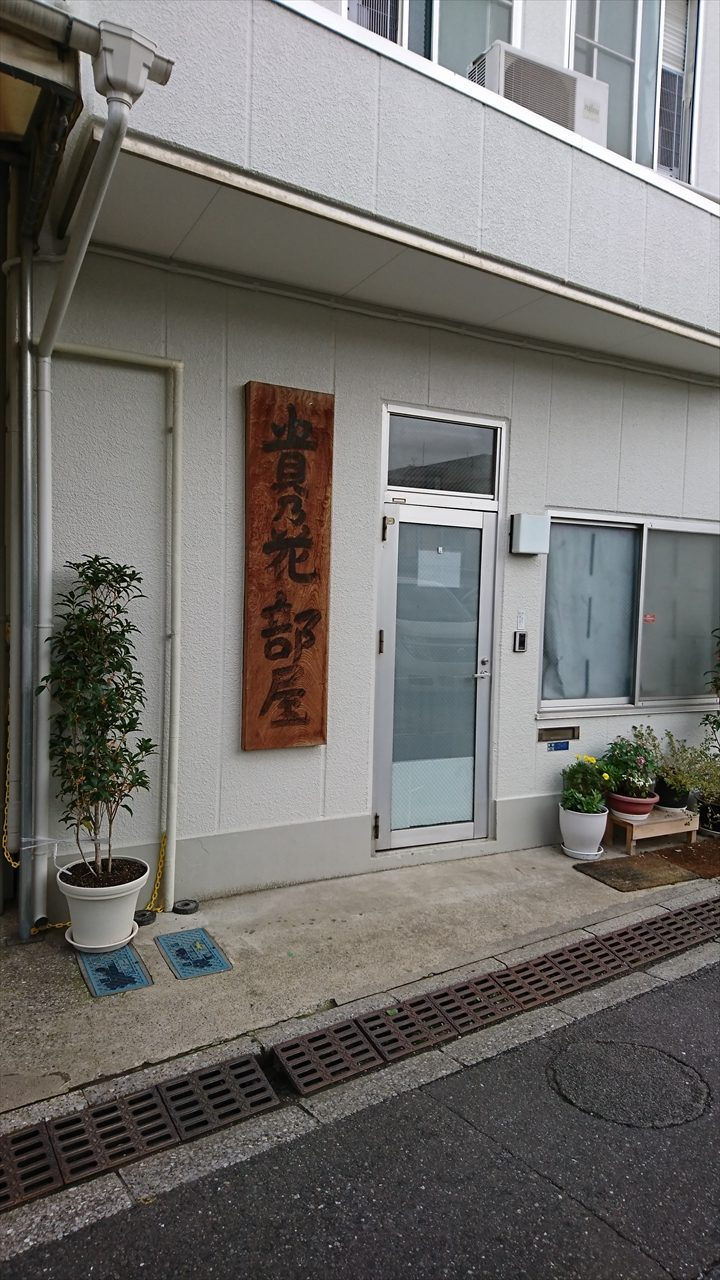
搬到東京都江東區後的貴乃花部屋門口

被稱為平成的大橫綱的第65代横綱・貴乃花，在2003年1月退休後，獲得了一代年寄・貴乃花的名跡，並在他的父親、第11代二子山經營的二子山部屋擔任下寄親方。2004年2月1日，貴乃花繼承了部屋，並同時將名稱改為貴乃花部屋。
在改名為貴乃花部屋後第一個入門的弟子藤中於2004年3月第一次踏上土俵，但僅僅在10個月後便引退並轉向拳擊發展。同年5月場所中貴之浪退休後，部屋內已沒有關取在位，在2000年代中期，由於沒有入門者，該部屋的所屬力士逐漸減少。更有甚者，當時的部屋下寄親方第17代藤島（原關脇・安芸乃島）與貴乃花親方關係緊張，在發生內部衝突後、經第11代二子山親方的同意下，藤島於2004年5月27日移籍至高田川部屋 （實際上是被驅逐出去）。
但後來，在睽違四年的新弟子貴天秀在2008年3月入門後，該部屋所屬的力士人數逐漸增加，截至2018年9月時共有8位力士在籍。在2012年7月場所後，蒙古出生的貴之岩晉升為新十兩，是貴乃花繼承部屋後入門的力士中第一個關取。
在2010年1月舉行的日本相撲協會理事選舉中，貴乃花親方不接受二所之關一門進行的事前協調，因此自己宣布參選並退出二所之關一門。之後，不屬於任何一門的貴乃花部屋與大嶽部屋组成「貴乃花組」 ，並於2014年5月更名為「貴乃花一門」。
在2016年4月8日，貴乃花部屋的下寄親方第15代常盤山（原小結・隆三杉） 繼承年寄・千賀之浦（第20代千賀之浦） 與千賀之浦部屋（現：常盤山部屋 ），並從貴乃花部屋獨立。
2016年5月29日，基於讓部屋所屬力士往返兩國國技館的通勤時間減少之理由，基本上已確定會離開自舊藤島部屋時期便開始使用的部屋設施。同年6月16日，貴乃花部屋的力士們在中野新橋的部屋進行了35年來的最後一次訓練；7月5日，部屋搬遷到了東京都江東區東砂的新址；7月27日，在新部屋建築的訓練正式開始。
雖然外國力士與學生相撲出身力士蔚為風潮，但貴乃花親方仍以他自身經驗為主，以刻苦的訓練培養年輕一輩的力士，也因為這樣，在很長一段時間裡，部屋內的在籍力士全都是初中畢業就入門的日本人力士，這樣的特色直到2008年11月蒙古力士貴之岩入門後才被打破。繼承部屋後，貴乃花平時以自宅到部屋通勤為主，但從2005年8月起，他搬到部屋內，與弟子們一同生活、進行訓練指導。
2018年9月25日，貴乃花向日本大相撲協會提交了退休申請以及部屋在籍力士、床山、世話人全體變更所屬部屋的請求。在同一天的記者會上，貴乃花親方宣布他已指定千賀之浦親方為接班人 ，但仍未提交必要的文件資料等。26日，千賀之浦親方親自前往貴乃花部屋，與貴乃花親方會談後，千賀之浦親方確認了貴乃花部屋全體轉籍的要求，並著手準備協會要求的文件資料 。
10月1日，日本大相撲協會針對該問題召開臨時會議，並在最後承認了年寄・貴乃花的退休申請，並且接受貴乃花部屋所屬的力士、呼出、世話人移籍至千賀之浦部屋的決議，由此，貴乃花部屋關閉。10月2日，所屬力士在內的全員移籍至千賀之浦部屋。

### 力士
粗體字是部屋關閉時（2018年10月1日）仍為現役的力士，最高位階為貴乃花部屋所屬時的排名，關於這些力士後來的位階，請參考常盤山部屋。
大關
- 貴乃浪貞博（青森）11代二子山・貴乃花弟子 *藤島部屋時期入門

小结
- 貴景勝光信（兵庫）貴乃花弟子 *移籍至千賀之浦部屋後晉升大關

前頭
- 貴之岩義司（前2・蒙古）貴乃花弟子

十兩
- 貴源治賢士（十2・栃木）貴乃花弟子(因吸食大麻被解聘)
- 五劍山博之（十6・香川）11代二子山・貴乃花弟子 *藤島部屋時期入門
- 貴公俊剛（十14・栃木）貴乃花弟子(貴源治弟，現 貴之富士）
- 貴健斗輝虎(熊本)

## 最终所在地
- 東京江東區東砂 4-7-6

## 師傅
二子山部屋時期
- 10代：二子山勝治（ふたごやま かつじ、第45代横綱・初代若乃花、青森）
- 11代：二子山滿（ふたごやま みつる、大關・貴乃花、青森）

貴乃花部屋時期
- 一代：貴乃花光司（たかのはな こうじ、第65代横綱・貴乃花、東京）

## 註解
1. ↑  二子山勝治『土俵に生きて : 若乃花一代』東京新聞出版局
2. 1 2  ベースボールマガジン社『大相撲名門列伝シリーズ(2) ニ所ノ関部屋』P67～73「本家に勝る隆盛誇った阿佐ヶ谷勢、有為転変の歴史　花籠部屋・二子山部屋」大見信昭
3. ↑  .   [2021-01-21]. （原始内容存档于2020-10-26）.